# Lac Gadisar
Le lac Gadisar est un lac artificiel situé à Jaisalmer, au Rajasthan, en Inde. 
Il est construit en 1156 par le fondateur de Jaisalmer, le roi Rawal Jaisal, et plus tard reconstruit par Gadsi Singh Bhati vers 1367. Le lac est situé à environ 1,5 km du fort de Jaisalmer, On dit que ce lac fournissait autrefois de l'eau à toute la ville. Actuellement, l'eau du lac Gadisar provient du canal Indira Gandhi et ne s'assèche donc jamais.

## Histoire
Le lac Gadisar est un lac artificiel. Il est situé dans la partie sud de la ville de Jaisalmer. Ce lac est construit par le roi fondateur de Jaisalmer Rawal Jaisal. C'est pour cette raison qu'il était auparavant également appelé lac Jaisalasar. À cette époque, c'était la seule source d'eau de la région de Jaisalmer. Plus tard, le lac est reconstruit par Gadsi Singh et après cela, il est renommé lac Gadisar. Actuellement, c'est un site fortement touristifié plutôt qu'un point de collecte ou d'alimentation en eau. Le lac abrite également de nombreux chhatris et sanctuaires de dieux et déesses hindous.

Lac Gadisar
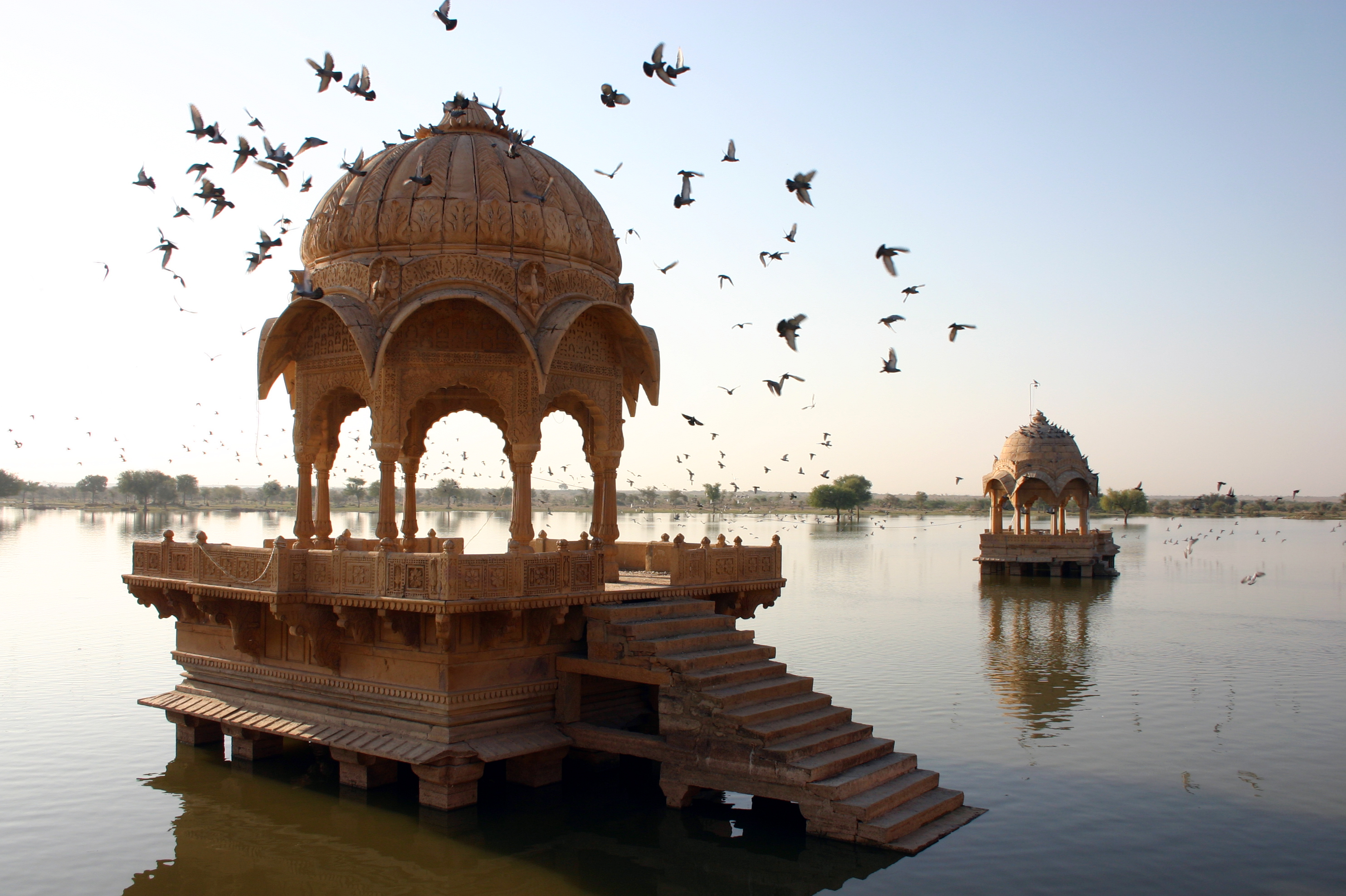
Chhatris au lac Gadisar
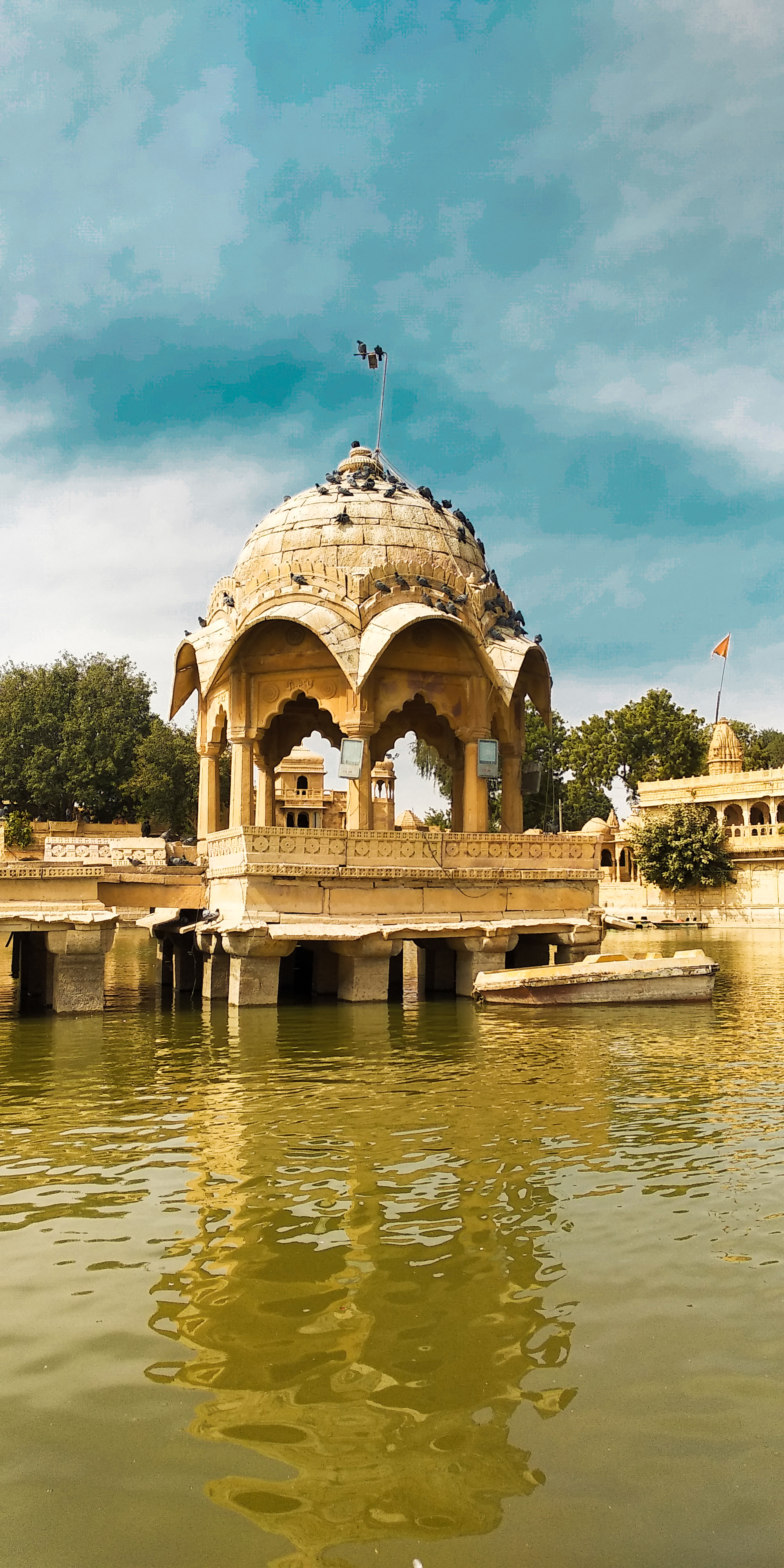
Chhatri au lac Gadisar
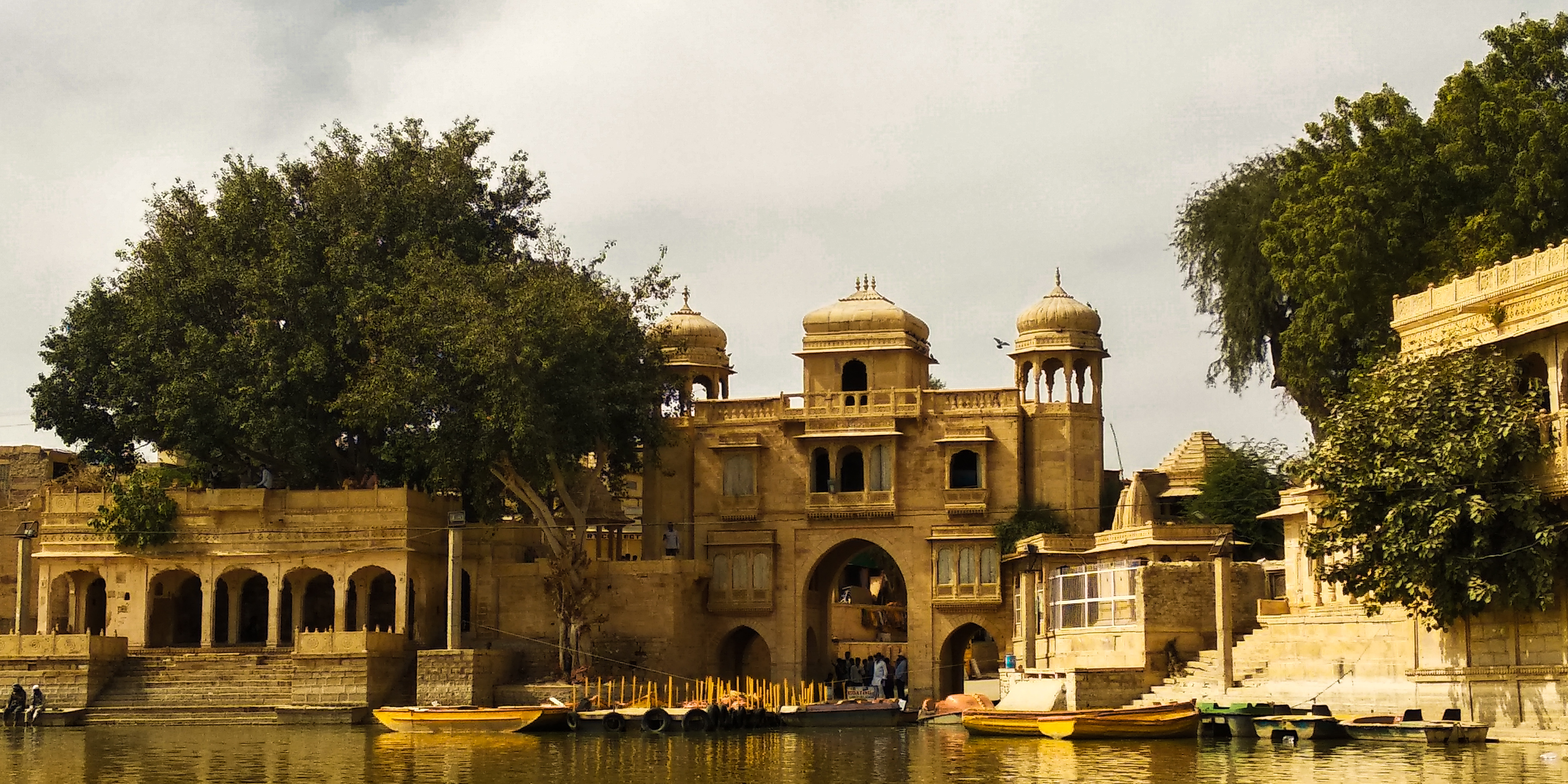
Entrée principale du lac Gadisar, bordée de ghats.
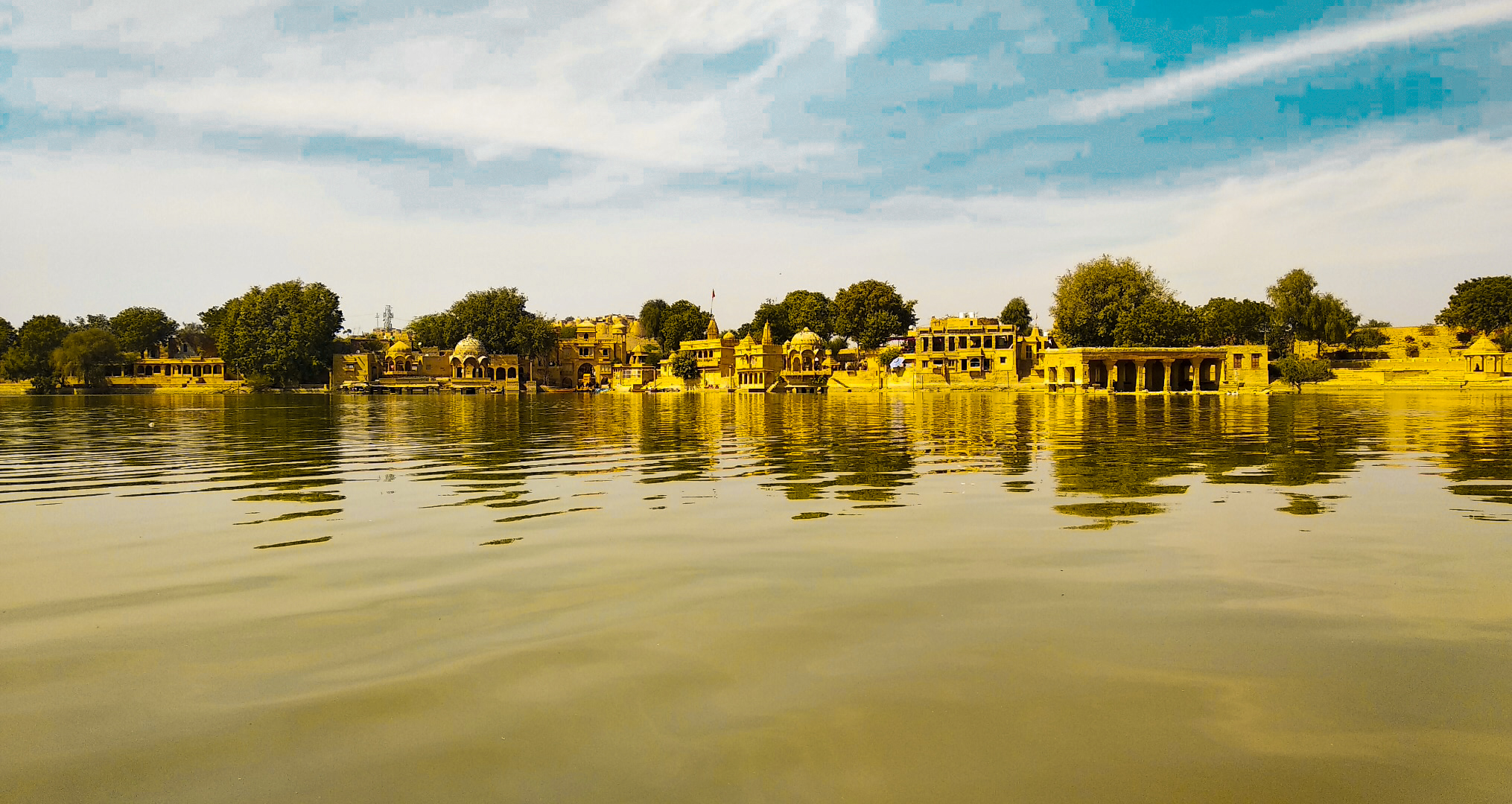
Vue panoramique du lac Gadisar